# Thomas S. Bocock
Thomas S. Bocock, född 18 maj 1815 i Buckingham County (i nuvarande Appomattox County) i Virginia, död 5 augusti 1891 i Appomattox County i Virginia, var en amerikansk politiker (demokrat). 

## Biografi
Bocock var ledamot av USA:s representanthus 1847–1861, talman i CSA:s representanthus 1862–1865 och ledamot av Virginias delegathus 1842–1844 samt 1877–1879.
År 1859 kandiderade Bocock till talman i USA:s representanthus men drog sin kandidatur tillbaka efter att åtta veckor av debatt och flera omröstningar inte hade producerat ett resultat.
Bocock ligger begravd på en privat begravningsplats i Appomattox County. Efter protester av Black Lives Matter-rörelsen avlägsnades Bococks minnestavla år 2020 från Virginia State Capitol tillsammans med minnesmärken över andra ledande figurer på sydstaternas sida i inbördeskriget.